# モテ期プロデューサー荒野
モテ期プロデューサー荒野（モテきプロデューサーあらの、1985年〈昭和60年〉10月2日 - ）は、日本の実業家、恋愛婚活の講師でpromote株式会社代表取締役、YouTuber、meot婚活相談所を運営する株式会社カラットクラブ代表取締役
。大阪府出身。本名は荒野 広治（あらの こうじ）。

## 来歴
1985年10月2日、大阪府生まれ。学生時代は根暗でモテず、クラスの女子がつけた絡みづらい男子ランキング3位。通い詰めていたゲームセンターが女性入店禁止で、女性と話す機会すらない陰キャ・コミュ障・ニキビ肌。
リクルートキャリアに新卒入社するが、配属されたシステムエンジニアの仕事が向いておらず、職場いじめに遭う。美容院でパーマをかけられ、それが思いのほか好評だったことをきっかけに、25歳まで全くモテなかった自分を変え始める。
髪型やファッション、スキンケアを改善し、疑似的なモテ期を体験する。これによって自信がつき、明るいコミュニケーションがとれるようになる。その後も改善を繰り返した結果、本格的なモテ期を経験。
2ヶ月で35人から告白され、Pairsをはじめとする大手マッチングアプリ5つ全てで女性からのいいね数全国1位。
美容液やジェルネイルなどを試して女性が喜ぶツボを勉強しノウハウを貯め、モテる方法を他人に教えたところ、そのモテ期を起こす体系的な理論が社内で評判となる。
社内の人が応募した「名古屋ウィメンズマラソン特別企画 おもてなしタキシード隊2014」の人気投票で1位を獲得し、リクルート社内の部内報に掲載、社内向け広報誌で「モテ期は作れる」特集を連載、リクルート系列であるゼクシィで婚活アドバイスの記事を執筆。この頃から「モテ期プロデューサー」の肩書きを名乗る。「自らモテ期を創り出し、モテ期によって自らを変えよ」(リクルート創業者江副浩正氏が掲げた旧社訓「自ら機会を創り出し、機会によって自らを変えよ」のオマージュ)をコンセプトに、28歳からモテ期プロデューサーとして業務を開始。事業の採算よりも結婚する人の幸せを最重要視したいというビジョンに共感者を得、モテ期プロデューサーとして独立。

## 人物
キーワードである「モテ」の定義を「いつでも恋愛関係になれる人が3人以上いること」としており、モテ期を起こしてたくさんの人と交流を持ったうえで最も適した一人の配偶者を選ぶことで納得感を得られるとしている。ゼクシィ公認セミナー講師として、セミナーや婚活イベントの講演等でテクニックを伝授。毎月100人以上の婚活男女と接することで婚活におけるトレンドを把握し、セミナーは国外でも開催。容姿に限らず、喋るときに体を揺らす癖や汚い食べ方なども指摘し、個別コンサル成婚率100％。2018年11月から婚活YouTuberとして活動を始め、「息をするようにモテる」をテーマに、YouTubeやTikTokで動画を配信。2021年6月からは活動の主をYouTube LIVEに切り替える。辛口恋愛YouTuberとして週数回ほどYouTube LIVEで視聴者の個別の恋愛・婚活の相談にのっている。官公庁や地方公共団体などと連携して、婚活プロジェクトの推進、地方の活性化を行う。後継者不足が深刻なJA東京中央会の婚活サポート、RIZAP×モテ期プロデューサー荒野コラボ企画「モテザップ」、ミス・グランド・ジャパンでのYouTube＆モテ講座など。2022年5月15日デーティングファッションのセットアップをZOZOTOWNで発売。2022年10月1日、meot婚活相談所open。お金の問題で結婚式が挙げられないカップルでも、格安で素敵な式を挙げられる結婚式場をつくるのが夢。

## 出演

### テレビ番組
- ブラ迷相談部 その悩み!小杉と吉田まで(2017年4月19日、東海テレビ)
- 田村淳のコンカツ!(2017年6月14日、RKB毎日放送)
- プライムニュース イブニング(2018年5月29日、フジテレビ)
- 本能Z(2019年4月3日、CBCテレビ)
- 新・日本男児と中居(2020年7月27日、日本テレビ)
- モテるの法則 season14 #2 (2020年11月18日、エンタメ〜テレ)
- いいねの森(2021年2月11日、テレビ朝日)
- 5時に夢中!(2021年2月15日、TOKYO-MX)
- チャント！(2022年10月6日、CBCテレビ)[34]
- ゴゴスマ -GO GO!Smile!-(2022年10月13日、CBCテレビ / TBSテレビ系列)

### 新聞
- 朝日新聞デジタル「後継者不足でＪＡ東京中央会も婚活 プロが全身コーデ」(2018年11月21日)[28]
- 日経MJ「農業男子の婚活支援 服装・髪形も指導ご縁結び」(2019年10月30日)
- ジャパンタイムズ「Koji Arano: Dating in a pandemic, ‘every encounter is now more valuable’」(2021年2月12日)[3]
- 毎日新聞朝刊「10年目のヘルプマーク／上　困っている人が疑われては」(2022年7月1日)[35]

### 雑誌
- SPA!「マッチングアプリで顔より大切なことは? 登録直後が成功の分かれ目」(2016年11月1日号)[5]
- SPA!「マッチングアプリの成果は下準備で9割が決まる! 自撮りプロフィール写真はNG」(2018年3月6日号)[22]

### CM
- VO5 メガハード モテ期プロデューサー荒野 スタイリング術(2020年4月15日、サンスター)[36]

### 連載
- DRESS 「マッチングアプリ攻略」(2018年4月23日～2018年4月26日)[37][38][39]
- Hot Pepper「男の恋愛相談所」(2020年4月号～2020年12月号)

### ラジオ
- 出会いの渋谷 #60(2017年6月14日、渋谷のラジオ)[40]
- AI時代のラジオ 好奇心プラス(2019年1月18日、TBSラジオ)
- Radio Leaders(2020年3月21日、エフエム東京)[41]
- はたらくよゐこ(2020年12月14日、RKB毎日放送)
- おーたPの部屋(2022年10月27日、渋谷クロスFM)

### WEB番組
- ABEMA Prime(2021年8月27日、ABEMA)[42]

### 音声配信アプリ
- もこ美の!モテ力向上委員会♡(2020年8月24日 - 10月19日、#私を布教して)[43]

### 作詞
- 「私の恋は実質無料」 / タン・サ・サ(TSS)[44]

### その他
- あの人気タレント・Youtuberが 「MOTESSENSE™」を体験!モテ期プロデューサー荒野×MOTESSENSE体験(2021年11月30日、MediaGnosis™)[45]